# Molophilus (Molophilus) corniger
Molophilus (Molophilus) corniger is een tweevleugelige uit de familie steltmuggen (Limoniidae). De soort komt voor in het Palearctisch gebied.